# Friedrich Vordemberge-Gildewart

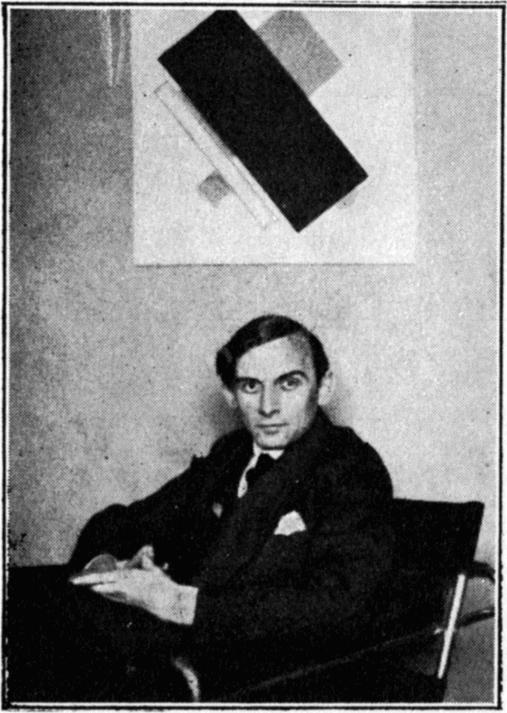
Friedrich Vordemberge-Gildewart

 Friedrich Vordemberge-Gildewart  (* 17. November 1899 in Osnabrück als Friedrich Vordemberge; † 19. Dezember 1962 in Ulm) war ein deutscher Grafiker, Maler und Bildhauer. Das künstlerische Werk von Vordemberge-Gildewart ist durch Vielfältigkeit geprägt. Er schuf nicht nur Gemälde, sondern auch Reliefs, Collagen und Fotomontagen. Darüber hinaus war er als Typograf, Theater- und Bühnenmaler, Möbeldesigner und Innenarchitekt tätig. Sein Nachlass, bestehend aus Kunstwerken, schriftlichen und fotografischen Dokumenten sowie der Bibliothek des Künstlers befindet sich seit 1997 im Museum Wiesbaden.

## Leben und Werk

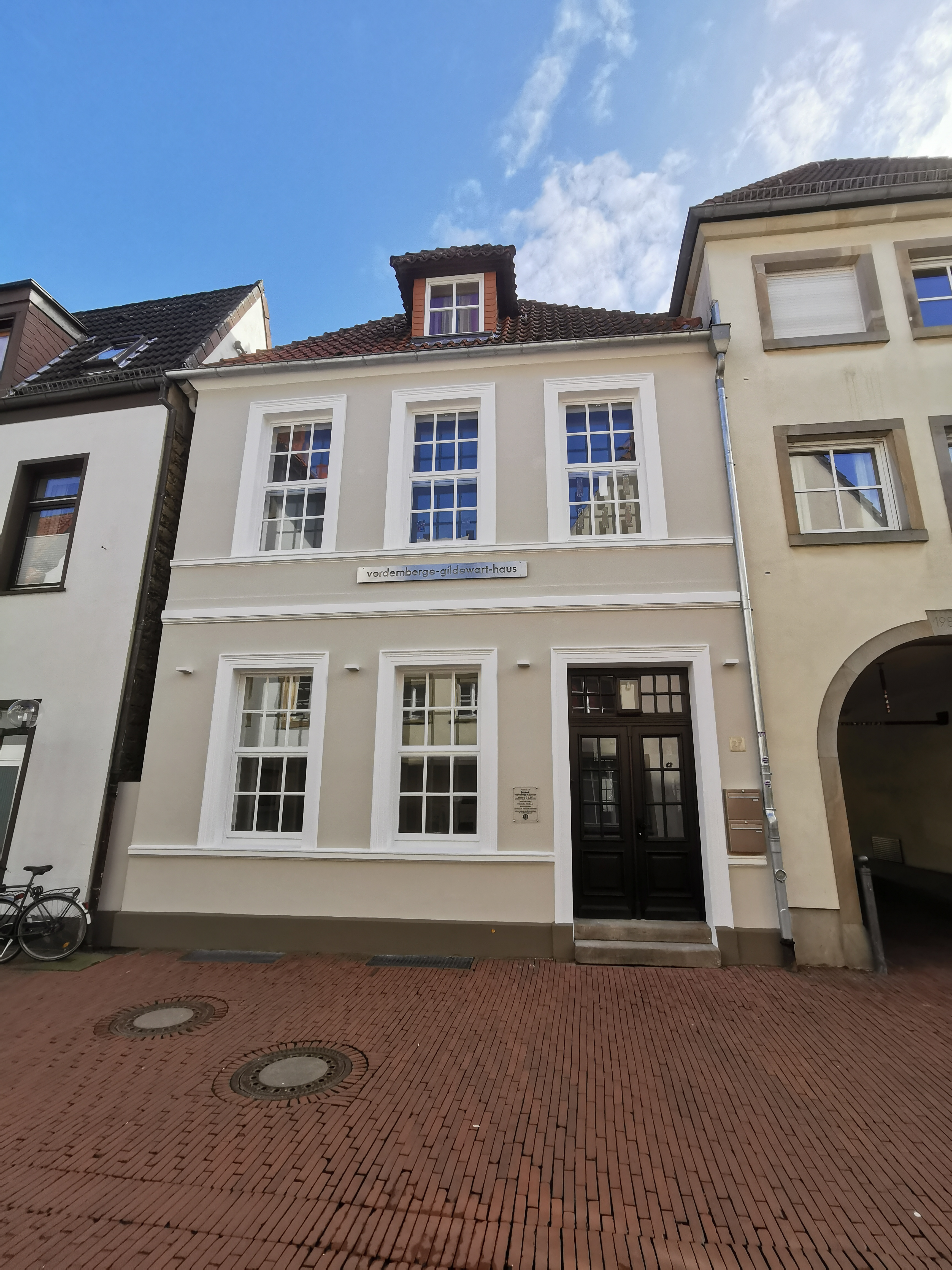
Geburtshaus von Friedrich Vordemberge-Gildewart, Große Gildewart 27 in Osnabrück

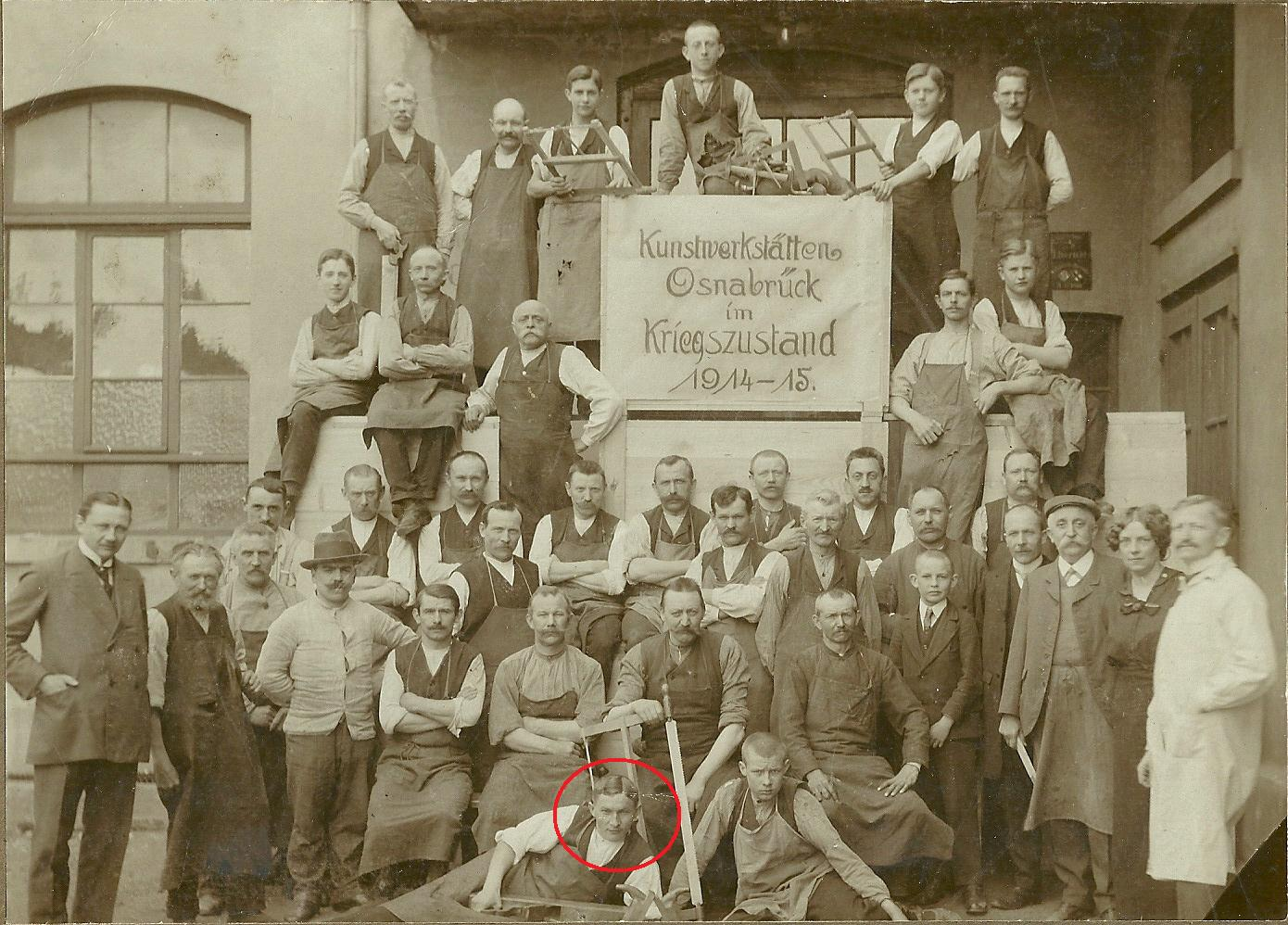
Firmenfoto aus der Zeit der Tischlerlehre von Friedrich Vordemberge-Gildewart

Seinen Geburtsnamen Vordemberge erweiterte er zu Vordemberge-Gildewart, um sich von seinem gleichnamigen, zwei Jahre älteren Cousin Friedrich Vordemberge abzuheben. Gildewart war der Name der Osnabrücker Altstadtgasse, in der er aufwuchs. Friedrich Vordemberge-Gildewart wurde 1906 in der Ev. Knaben Mittelschule Osnabrück eingeschult. Er begann seine berufliche Tätigkeit mit einer Tischlerlehre in der Holzbearbeitung Julius Schütze. Seit dem Jahr 1919 studierte er an der Technischen Hochschule in Hannover Architektur, Plastik und Malerei. In Hannover arbeitete Vordemberge-Gildewart an der avantgardistischen Zeitschrift Der Sturm mit.
In den Jahren 1919 bis 1922 begann Vordemberge-Gildewart sein künstlerisches Schaffen mit abstrakten Reliefs und Collagen und seit 1923 mit der Malerei. In Hannover kam es zu Begegnungen und zum Austausch mit den Künstlern Kurt Schwitters, Oskar Schlemmer, Wassily Kandinsky und Hans Arp. 1923 studierte Vordemberge-Gildewart ein Semester in der Buchbinderei am Bauhaus in Weimar. Im Jahr 1924 gründete er zusammen mit Hans Nitzschke die Künstlergruppe: Gruppe K. Ebenfalls im Jahr 1924 traf er Theo van Doesburg in Hannover. Dieser bot ihm die Mitgliedschaft in der Gruppe De Stijl an, welche er annahm.
Im Jahr 1927 gründete Friedrich Vordemberge-Gildewart die abstrakten hannover, zusammen mit Kurt Schwitters, Hans Nitzschke, Carl Buchheister und Rudolf Jahns. Die abstrakten hannover waren eine Ortsgruppe der Internationalen Vereinigung der Expressionisten, Futuristen, Kubisten und Konstruktivisten. 1932 wurde Vordemberge-Gildewart Mitglied der Künstlergruppe Abstraction-Création. Die Künstlergruppe war von Naum Gabo, Antoine Pevsner, Auguste Herbin, Theo van Doesburg und Georges Vantongerloo in Paris gegründet worden.
Im Jahr 1936 zog er nach Berlin. Seine Kunst galt unter dem nationalsozialistischen Regime als „entartet“. 1937 wurde in der Nazi-Aktion „Entartete Kunst“ vier seiner Werke aus dem Provinzial-Museum und dem Kestner-Museum Hannover und dem Städtischen Museum Osnabrück beschlagnahmt. Er entschloss sich, zu emigrieren und ging im Jahr 1937 erst in die Schweiz und dann nach Amsterdam ins Exil, wo er auch Kontakt zu Max Beckmann und weiteren Emigranten aufnahm. In Amsterdam lebte und arbeitete er bis 1954. Bis zum Kriegsausbruch im Jahr 1939 beteiligte sich Friedrich Vordemberge-Gildewart an einigen bedeutenden internationalen Ausstellungen in New York, Paris und London.
Im Jahr 1954 erfolgte seine Berufung an die Hochschule für Gestaltung Ulm. Friedrich Vordemberge-Gildewart war dort bis zu seinem Tod am 19. Dezember 1962 als Leiter der Abteilung für visuelle Kommunikation tätig.
Vordemberge-Gildewart war Teilnehmer der documenta 1 (1955) und der documenta II (1959) in Kassel. Er wurde auf dem Hasefriedhof in seiner Heimatstadt Osnabrück bestattet. Sie ehrte ihn mit der Verleihung der Justus-Möser-Medaille.

## 1937 als "entartet" beschlagnahmte Werke
- Abstrakte Komposition (Tafelbild, zerstört)
- Komposition K 58 (Tafelbild, zerstört)
- Abstrakte Komposition (Öl und Tempera auf Leinwand, 60 m × 80 cm; 1938 in Hamburg in der Wanderausstellung „Entartete Kunst“ vorgeführt; Verbleib unbekannt)
- Komposition No. 33 (Öl auf Leinwand, 100 × 80 cm, 1927; Verbleib unbekannt)

## Museen und öffentliche Sammlungen mit Werken Vordemberge-Gildewarts
| - Amsterdam: Stedelijk Museum of Modern Art - Basel: Kunsthalle - Basel: Kunstmuseum - Berlin: Neue Nationalgalerie SMPK - Bern: Kunstmuseum - Braunschweig: Städtisches Museum - Bremen: Kunsthalle - Buffalo: Buffalo AKG Art Museum - Den Haag: Kunstmuseum Den Haag - Düsseldorf: Kunstmuseum - Duisburg: Lehmbruck-Museum - Edinburgh: Scottish National Gallery of Modern Art - Eindhoven: Van Abbemuseum - Elveheim: Elveheim Museum - Grenoble: Musée de Grenoble - Hagen: Osthaus Museum Hagen - Hamburg: Hamburger Kunsthalle - Hannover: Sprengel Museum - Jerusalem: Israel-Museum - Kaiserslautern: Museum Pfalzgalerie Kaiserslautern - Köln: Museum Ludwig - Krefeld: Kunstmuseen Krefeld | - Locarno: Pinacoteca di Casa Rusca - London: Tate Gallery - Ludwigshafen am Rhein: Wilhelm-Hack-Museum - Melbourne: National Gallery of Victoria - München: Bayerische Staatsgemäldesammlungen - Münster: Westfälisches Landesmuseum für Kunst und Kulturgeschichte - New York: Museum of Modern Art - New York: Solomon R. Guggenheim Museum - Osnabrück: Kulturgeschichtliches Museum - Paris: Centre national d'art et de culture Georges Pompidou - Philadelphia: Philadelphia Museum of Art - Phoenix: Phoenix Art Museum - Rio de Janeiro: Museu de Arte Moderna do Rio de Janeiro - Sao Paulo: Museu de Arte Contemporanea da Universidada de Sao Paulo - Stuttgart: Staatsgalerie - Tel Aviv: Tel Aviv Museum of Art - Ulm: Ulmer Museum - Valencia: IVAM Centre Julio Gonzales - Wiesbaden: Museum Wiesbaden Nachlass des Künstlers - Würzburg: Museum im Kulturspeicher, Sammlung Peter C. Ruppert - Wuppertal: Von der Heydt-Museum - Zürich: Kunsthaus |

## Vordemberge-Gildewart Stiftung
In Erfüllung des testamentarischen Willens der Stifterin Ilse Leda, der Ehefrau von Friedrich Vordemberge-Gildewart, vergibt die in Rapperswil im Kanton St. Gallen (Schweiz) ansässige Stiftung seit 1983 Förderpreise und Stipendien für junge Künstler. Das Stipendium gehört zu den am höchsten dotierten Auszeichnungen für junge Kunst in Europa. Preisträger waren bisher unter anderen Yves Netzhammer, James Aldridge, Volker Lang und Ricarda Roggan. Die Jury tagt jährlich an einem anderen Ort, um die Arbeiten von Künstlerinnen und Künstlern der jeweiligen Region zu begutachten und unter ihnen einen oder mehrere Preisträger und Stipendiaten auszuwählen.

## Nachlass im Museum Wiesbaden
Dank der Vordemberge-Gildewart Stiftung in Rapperswil befindet sich der Nachlass des Künstlers seit 1997 im Museum Wiesbaden.

## Vordemberge-Gildewart-Initiative (Osnabrück)
Im Jahr 2005 haben sich Osnabrücker Bürger zur Vordemberge-Gildewart-Initiative zusammengeschlossen.
Aufgebaut wird seitdem ein Netzwerk, um im Verbund – mit den städtischen Kultur- und Bildungseinrichtungen, der Universität Osnabrück, der Bürgerstiftung Osnabrück und überregionalen Institutionen und Experten – Ausstellungen, Performances, Vortragsreihen und Projekte anzustoßen. Von Dezember 2012 bis Ende 2013 wird in Osnabrück ein VG-Jahr durchgeführt anlässlich des 50. Todestages im Dezember 2012. Es werden Ausstellungen, ein Filmprogramm und verschiedenste Vermittlungsprogramme angeboten. 

Außerdem ist auf Wunsch der Initiative in Zusammenarbeit mit der Stadt Osnabrück und dem Kulturverein Forum Osnabrück für Kultur und Soziales e. V. durch Osnabrücker Jugendliche die Kurzdokumentation „von millimetern und geraden“ über Vordemberges Leben zustande gekommen. Die Dokumentation gewann 2012 den ersten Platz des Jugend-Medien-Wettbewerbs.

## Stiftung "kunst.konkret.konstruktiv – vordemberge-gildewart" (Osnabrück)
Am 18. November 2018 wurde unter dem Dach der Bürgerstiftung Osnabrück die Treuhandstiftung kunst.konkret.konstruktiv – vordemberge-gildewart gegründet. Sie will erreichen, dass die in Verbindung mit dem Künstler Vordemberge-Gildewart (VG) stehende konkret-konstruktive Kunst, ihre historische Entwicklung und ihr aktueller Stellenwert überregional einen angemessenen Platz im Kunst- und Kulturleben finden.

## Galerie Vordemberge-Gildewart (Osnabrück)
Im Geburtshaus von Friedrich Vordemberge-Gildewart in der Großen Gildewart 27 in Osnabrück ist die Galerie Vordemberge-Gildewart (VG-Galerie) beheimatet. Die VG-Initiative, sowie die Stiftung "kunst.konkret.konstruktiv – vordemberge-gildewart" haben es sich zur Aufgabe gemacht, den Osnabrücker Hintergrund dieses international renommierten Künstlers stärker ins Bewusstsein der Stadt und ihrer Besucher zu heben. Dieses geschieht nicht durch die Ausstellung der Werke selbst (die z. Zt. im Felix-Nussbaum-Haus in Osnabrück hängen), als vielmehr zwei Mal im Jahr durch Darstellung von Werkaspekten, Lebensumständen, Zeitzeugen und Dokumenten; insbesondere aber auch durch die Präsentation von Persönlichkeiten und Künstlern, die sich dem Werk und dem Nachleben der Kunst Vordemberge-Gildewarts verpflichtet fühlen. Ausgestellt haben in der Vordemberge-Gildewart-Galerie Dietrich Helms, Jürgen Paas, Norbert Thomas, Jo Niemeyer, Uli Pohl und viele weitere.